# Epicypta aterrima
Epicypta aterrima är en tvåvingeart som först beskrevs av Zetterstedt 1852.  Epicypta aterrima ingår i släktet Epicypta och familjen svampmyggor. Enligt den finländska rödlistan är arten otillräckligt studerad i Finland. Arten är reproducerande i Sverige. Artens livsmiljö är moskogar. Inga underarter finns listade i Catalogue of Life.